# MTX Audio Jack Hammer
Der MTX Audio Jack Hammer T9922 ist ein 22"-Subwoofer, entwickelt von MTX Audio Corporations.
Der JackHammer ist einer der größten und schwersten Subwoofer, die kommerziell erhältlich sind. 
Der Verkaufspreis 2006 des T9922 beträgt im Fachhandel 8.500 Euro und ist in zwei Versionen erhältlich. Als SPL-Version (mit 2×2-Ω-Doppelschwingspule) oder als SQL-Version mit 2×4-Ω-Doppelschwingspule. Ein austauschbares Membransystem ist als Zubehör erhältlich und erlaubt einen schnellen Umbau zwischen beiden Versionen.
Obwohl der MTX JackHammer für Car-Hifi-Systeme entwickelt wurde, findet man ihn außer zu Showzwecken nur in wenigen Autos. Als Beispiel für einen Einbau wäre hier die MTV-Sendung Pimp My Ride zu nennen. Hier verbaute ein Handwerkerteam den Jack Hammer in einen 1986er Buick Century. 
Aktuell sind keine unabhängigen Tests dieses Subwoofers bekannt, die objektiv die Leistungsfähigkeit gegenüber anderen Extremkonzepten darstellen. 
Als rustikal ist auch der 32-kg-Strontiumferrit-Magnet zu bezeichnen. Entwicklerteams versuchen üblicherweise das Gewicht für Hochleistungssubwoofer etwa durch den Einsatz von Neodymeisenbor zu senken, um die Handhabbarkeit zu erhöhen.